# Pseudalea macrogastris
Pseudalea macrogastris är en fjärilsart som beskrevs av Turner 1936. Pseudalea macrogastris ingår i släktet Pseudalea och familjen nattflyn. Inga underarter finns listade i Catalogue of Life.